# 水酸化亜鉛
水酸化亜鉛（すいさんかあえん、Zinc hydroxide）は、化学式 Zn(OH)2 で表される亜鉛の水酸化物である。

## 合成
硫酸亜鉛などの水溶液に2倍モル量の水酸化ナトリウム水溶液を加えると無定形コロイド状の白色沈殿が得られる。
{\displaystyle {\ce {{Zn^{2+}(aq)}+2OH^{-}(aq)->Zn(OH)2}}}
酸化亜鉛を、熱濃水酸化ナトリウム水溶液に溶解したのち、希釈して2〜3週間放置するとε−相の水酸化亜鉛の結晶が析出する。
{\displaystyle {\ce {{ZnO}+{2OH^{-}}+H2O->\ [Zn(OH)4]^{2-}}}}
{\displaystyle {\ce {{[Zn(OH)4]^{2-}}<->\ Zn(OH)2\ +2OH^{-}}}}
または硫酸亜鉛の希薄水溶液に2倍モル量のアンモニア水を加えて生成した粗沈殿を、濃アンモニア水に溶解してアンミン錯体水溶液とし、これを濃硫酸入りデシケーターに入れて1〜2週間放置すると、水およびアンモニアが硫酸に吸収されてε−相の水酸化亜鉛の結晶が析出する。
{\displaystyle {\ce {{Zn^{2+}}+{2NH3}+2H2O->{Zn(OH)2}+2NH4^{+}}}}
{\displaystyle {\ce {{Zn(OH)2}+4NH3->\ {[Zn(NH3)4]^{2+}}+2OH^{-}}}}
{\displaystyle {\ce {{[Zn(NH3)4]^{2+}}+2OH^{-}->{Zn(OH)2}+4NH3}}}

## 性質
非晶質無定形のものの他に5種類の同質異像の構造（α、β、γ、δ、ε）が存在するとされ、斜方晶系のε−相が最も安定であり、その格子定数はa = 5.16Å、b = 8.53Å、c = 4.92Åである。
ε−相の結晶構造はOHを共有するZn(OH)4四面体を基本とする格子よりなる。α−相は六方晶系の水酸化カドミウム型構造である。
水には極僅かにしか溶解せず、希酸に容易く溶解する。その溶解度積は以下の通りである。
{\displaystyle {\ce {{Zn(OH)2}<=>{Zn^{2+}(aq)}+2OH^{-}(aq),}}}{\displaystyle Ksp=1.2\times 10^{-17}}
アルカリ水溶液に容易く溶解してテトラヒドロキシド亜鉛酸塩を生じる。
{\displaystyle {\ce {{Zn(OH)2}+ 2OH^-\ <=> [Zn(OH)4]^{2-}}}}
アンモニア水には正四面体型4配位のテトラアンミン亜鉛イオンと呼ばれる錯体を生成して溶解する。
{\displaystyle {\ce {{Zn(OH)2}+4NH3->{[Zn(NH3)4]^{2+}}+2OH^{-}}}}
125℃程度の加熱により分解し、水を失って酸化亜鉛になる。
{\displaystyle {\ce {Zn(OH)2 -> {ZnO}+ H2O}}}
亜鉛イオンの水酸化物イオンに対する逐次錯生成定数は以下の通りである。
{\displaystyle {\ce {Zn^{2+}\ +OH^{-}<=>{ZnOH^{+}},\ }}} {\displaystyle log{\rm {{K}1=5.04}}}
{\displaystyle {\ce {ZnOH^+\ + OH^- <=> {Zn(OH)2},\ }}} {\displaystyle log{\rm {{K}2=3.30(\beta 2=log{\rm {{K}1+log{\rm {{K}2=8.34)}}}}}}}
{\displaystyle {\ce {Zn(OH)2 + OH^- <=> [Zn(OH)3]^{-},\ }}} {\displaystyle log{\rm {{K}3=5.49(\beta 3=log{\rm {{K}1+log{\rm {{K}2+log{\rm {{K}3=13.83)}}}}}}}}}
{\displaystyle {\ce {[Zn(OH)3]^-\ + OH^- <=>\ [Zn(OH)4]^{2-}\ ,}}}{\displaystyle log{\rm {{K}4=4.33(\beta 4=log{\rm {{K}1+log{\rm {{K}2+log{\rm {{K}3+log{\rm {{K}4=18.16)}}}}}}}}}}}
従って水酸化亜鉛の塩基解離定数は以下のようになる。
{\displaystyle {\ce {{Zn(OH)2}<=>{ZnOH^{+}}+OH^{-}\ ,}}} {\displaystyle {\rm {pKb1=3.30}}}
{\displaystyle {\ce {{ZnOH^{+}}<=>{Zn^{2+}}+OH^{-}\ ,}}} {\displaystyle {\rm {pKb2=5.04}}}
また亜鉛酸の酸解離定数は以下のようになる。
{\displaystyle {\ce {{Zn(OH)2}+{H2O}<=>\ {H^{+}}+[Zn(OH)3]^{-}\ }}} {\displaystyle ,{\rm {pKa1=8.51}}}
{\displaystyle {\ce {{[Zn(OH)3]^{-}}+{H2O}<=>\ {H^{+}}+[Zn(OH)4]^{2-}\ ,}}}{\displaystyle {\rm {pKa2=9.67}}}